# Robert H. Wurtz
Robert Henry Wurtz (* 28. März 1936 in St. Louis, Missouri) ist ein US-amerikanischer Neurobiologe, der sich mit der Neurobiologie des Sehens und der Augenbewegungen befasst, was er vor allem an Affen studiert.
Wurtz erhielt 1958 seinen Bachelorabschluss am Oberlin College und 1962 an der University of Michigan bei James Olds in physiologischer Psychologie promoviert. Als Post-Doktorand war er 1962 bis 1965 an der Washington University (über langsame Potentialänderungen in der Hirnrinde), 1965/66 am National Institute of Neurological Disorders and Stroke (NINDS) und war 1966 bis 1978 Wissenschaftler am National Institute of Mental Health (NIMH), wo er sich mit synaptischer Plastizität von Aplysia beschäftigte und seine Beschäftigung mit der visuellen Wahrnehmung von Affen begann. In dieser Zeit war er auch ein Jahr Gastwissenschaftler am Labor für Physiologie der Universität Cambridge. 1978 bis 2002 war er Gründungs-Direktor des Laboratory of Sensorimotor Research am National Eye Institute.
Er untersuchte die an den verschiedenen Formen der Augenbewegung beteiligten Hirnprozesse und Hirnregionen und den Teil des Verarbeitungsprozesses visueller Information der der Auslösung der Augenbewegungen vorangeht. Dabei bestimmte er auch Hirnregionen, die für die im visuellen System für die Aufmerksamkeit und deren Verlagerung von einem Objekt zum anderen verantwortlich sind.
1987 erhielt Wurtz den W. Alden Spencer Award, 1991 den Golden Brain Award, 2010 den Gruber-Preis für Neurowissenschaften und 2006 den Ralph-W.-Gerard-Preis. Er ist Mitglied der National Academy of Sciences (1988) und deren Institute of Medicine (1997) und der American Academy of Arts and Sciences (1990). 1990/91 war er Präsident der Society for Neuroscience.

## Veröffentlichungen (Auswahl)
- als Hrsg. mit M. E. Goldberg: The neurobiology of saccadic eye movements. In: Reviews of Oculomotor Research. Band 3. Amsterdam 1989.